# Armen Bagdasarov
Armen Bagdasarov, född den 31 juli 1972 i Tasjkent, Uzbekistan, är en uzbekisk judoutövare.
Han tog OS-silver i herrarnas mellanvikt i samband med de olympiska judotävlingarna 1996 i Atlanta.